# 1347
| 1347               |
| ------------------ |
| Dødsfald - Fødsler |
| • Begivenheder     |

| Gregoriansk kalender | 1347 MCCCXLVII          |
| Ab urbe condita      | 2100                    |
| Armensk kalender     | 796 ԹՎ ՉՂԶ              |
| Kinesiske kalender   | 4043 – 4044 丙戌 – 丁亥 |
| Etiopisk kalender    | 1339 – 1340             |
| Jødisk kalender      | 5107 – 5108             |
| Hindukalendere       |                         |
| - Vikram Samvat      | 1402 – 1403             |
| - Shaka Samvat       | 1269 – 1270             |
| - Kali Yuga          | 4448 – 4449             |
| Iransk kalender      | 725 – 726               |
| Islamisk kalender    | 748 – 749               |

Konge i Danmark: Valdemar 4. Atterdag 1340-1375
Se også 1347 (tal)

## Begivenheder
- Et pestudbrud blandt belejrende, mongolske tropper ved Kaffa smitter italienske søfolk, som bringer sygdommen til Europa. Hermed indledes den sorte død, som dræber ca. 25% af indbyggerne i Europa.
- Valdemar 4. Atterdag drog på pilgrimsrejse til Jerusalem.